# Marijtje Rutgers
Marijtje Rutgers (* 1987 in Arnheim) ist eine niederländische Schauspielerin.

## Leben
Marijtje Rutgers absolvierte 2011 die „Frank Sanders’ Academy for Musical Theatre“ in Amsterdam und begann ihre Schauspielkarriere mit einer kleinen Rolle in der amerikanischen Serie Behind the Speedo. 2014 war sie in der Serie The Neighbors zu sehen. Im selben Jahr wurde sie als beste Schauspielerin für den Kurzfilm Resting Place nominiert, der beim WorldFest Houston Filmfestival den Platinum Remi erhielt.
2015 spielte Rutgers die Hauptrolle in dem englischsprachigen Spielfilm Second Honeymoon, der an der Algarve in Portugal gedreht wurde. Danach wurde sie auch in Deutschland besetzt und spielte in der ZDF-Serie SOKO 5113 sowie in Der Staatsanwalt, wo sie die belgische Kriminalkommissarin Nora Vink spielt.
2017 spielte Rutgers eine Gastrolle in der Fernsehserie Dengler (2017) und im selben Jahr gastierte sie an der Seite von Hannah Hoekstra und Josef Hader in dem Arthouse-Kinofilm Arthur & Claire.

## Filmografie
- 2013: Behind the Speedo
- 2013: Achter gesloten deuren (1 Folge)
- 2014: The Neighbors (1 Folge)
- 2014: Na de Regen
- 2014: Stiltegebied
- 2015: SOKO 5113 (1 Folge)
- 2017: Der Staatsanwalt (1 Folge)
- 2017: Arthur & Claire
- 2017: Dengler – Die schützende Hand
- 2017: Second Honeymoon
- 2022: In Wahrheit: Unter Wasser